# Proclamação do Império Alemão
Proclamação do Império Alemão foi o processo de fundação de um império na Alemanha.
Devido a Unificação Alemã, Otto von Bismarck e seus políticos tinham em mente, construir um império glorioso na Alemanha, que desse fim a todos os estados Alemães. Em 18 de janeiro de 1871, a emancipação política alemã se culminou. Um império era proclamado.
Mas logo após Bismarck, novos movimentos anti-imperialistas tomaram rumos políticos diferentos, se aderindo ao Marxismo, cujo livro "O Capital" começou a ser reverenciado por funcionários públicos do Proletariado.
O projeto de Bismarck deu certo, porém o Kaiser tinha políticas sanguinarias, que maltratavam o povo, sem nenhuma tolerância aos opositores marxistas, que se transformou em uma ditadura imperialista.
Bismarck era um homem imperialista, conseguiu criar um império; que acabaria com a Primeira Guerra Mundial na derrota do Kaiser. Começava a República de Weimar.